# 制憲連盟
制憲連盟（せいけんれんめい、制憲聯盟）は、かつて存在した中華民国（台湾）の政党。2007年1月18日に黄千明が結党。美属派（アメリカ服属派）に属する。2020年解散。

## 概要
制憲連盟は、2007年に黄千明が結党した美属派の政党である。美属派とは、台湾群島をアメリカ（美国）の未合併の領土であるという立場をとる台湾政界の派閥。2007年11月8日に中華民国第134番目の政党として登録された。2008年の立法院選挙に泛緑連盟側に立ち、15人の候補者を立てたが、当選者は出なかった。2008年2月2日には台湾建国党・台湾平民民主党・台湾平民共和党・農民党・泛米連盟党と共に台湾民政府を設立し、加入している。
2020年行政手続きにより解散。

## 主な党員
- 黄千明（初代召集人）
- 孫約翰（二代召集人）

## 公式サイト
- 制憲聯盟官方網站